# Aligarh
Aligarh (tudi Koil-Aligarh) je mesto v državi Utar Pradeš na severu Indije.
Je industrijsko in trgovsko središče; ima univerzo.